# San Marco (Mantegna)
San Marco è un dipinto, tempera su tela di lino (82x63,5 cm), di Andrea Mantegna, firmata e databile al 1448, conservata nello Städelsches Kunstinstitut di Francoforte sul Meno. Si tratta della più antica opera conosciuta dell'artista.

## Storia
Il dipinto è datato di solito al 1448, anno in cui il diciassettenne Mantegna riacquistò l'indipendenza dopo sei anni passati nella bottega di Francesco Squarcione. Quell'anno il pittore, resosi conto delle proprie capacità e del suo straordinario talento, intentò una causa contro l'ex-protettore, per il mancato pagamento di opere eseguite in suo nome, ed iniziò ad accettare varie commissioni, come la pala per la chiesa di Santa Sofia, oggi distrutta.

## Descrizione e stile
San Marco è rappresentato mentre si affaccia da una finestra ad arco, poggiando con naturalezza volutamente forzata un gomito sulla balaustra in primo piano e tenendosi il mento con la mano, ma il pollice nascosto nella barba. In primissimo piano si trova un cartiglio attaccato che reca la firma dell'opera (INCLITA MAGNANIMI VEN… / EVANGELISTA PAX TIBI M[ARC]E / ANDREAE MANTEGNAE PICTORIS LABOR), un dettaglio di derivazione fiamminga già in uso da altri maestri italiani come Filippo Lippi, mentre sono sparsi qua e là alcuni oggetti simbolici indagati con accuratezza: oltre al libro, la mela e la ghirlanda di frutta, elementi ricorrenti nel linguaggio figurativo di Francesco Squarcione e della sua scuola.
La figura del santo è caratterizzata da un forte chiaroscuro che ne evidenzia le forme plastiche, con alcuni dettagli virtuosi dell'illuminazione, come il corpo in ombra, il riflesso della testa sull'aureola dorata o il brillio delle parti metalliche e delle perle sulla veste del santo.
La finestra architettonica separa lo spazio pittorico da quello dello spettatore, ma lo scorcio del libro e il braccio sporgente mettono abilmente in contatto i due mondi. Una scena simile nel bassorilievo trecentesco sul lato ovest del "Salone" padovano o Palazzo della Ragione con un dotto o santo e il suo libro.